# Lawson Heights
Lawson Heights és una concentració de població designada pel cens dels Estats Units a l'estat de Pennsilvània. Segons el cens del 2000 tenia 2.339 habitants.

## Demografia
Segons el cens del 2000, Lawson Heights tenia 2.339 habitants, 1.018 habitatges, i 701 famílies. La densitat de població era de 590,3 habitants/km².
Dels 1.018 habitatges en un 21% hi vivien nens de menys de 18 anys, en un 58,2% hi vivien parelles casades, en un 7,9% dones solteres, i en un 31,1% no eren unitats familiars. En el 29,2% dels habitatges hi vivien persones soles el 17,2% de les quals corresponia a persones de 65 anys o més que vivien soles. El nombre mitjà de persones vivint en cada habitatge era de 2,24 i el nombre mitjà de persones que vivien en cada família era de 2,73.
Per edats la població es repartia de la següent manera: un 17,9% tenia menys de 18 anys, un 5,6% entre 18 i 24, un 22,7% entre 25 i 44, un 25,8% de 45 a 60 i un 28% 65 anys o més.
L'edat mediana era de 48 anys. Per cada 100 dones de 18 o més anys hi havia 84,2 homes.
La renda mediana per habitatge era de 37.158 $ i la renda mediana per família de 49.766 $. Els homes tenien una renda mediana de 37.989 $ mentre que les dones 25.125 $. La renda per capita de la població era de 19.027 $. Entorn del 4,4% de les famílies i el 6,5% de la població estaven per davall del llindar de pobresa.

## Poblacions més properes
El següent diagrama mostra les poblacions més properes.